# Einfassung (Heraldik)
Die Einfassung   stellt in der Heraldik eine Möglichkeit dar, um Wappen oder/und Wappenelemente von mindestens zwei Wappen in einem Bild zu vereinen. Das Hauptwappen sollte dabei aber nicht verfälscht werden. 
So kann beispielsweise der Schild mit einem Bord eingefasst werden, auf dem die Wappenfiguren oder Farben des zuzufügenden Wappens gezeigt sind. Eine andere Variante ist es, dem Schild einen kleineren Schild auf die Herzstelle des Hauptwappens zu legen. Um die überdeckten Figuren des Hauptschildes besser zu zeigen, kann der Schild etwas nach oben oder unten verschoben werden, sollte aber nie die Ehren- oder Nabelstelle einnehmen. Sind mehrere Schildchen notwendig, so werden diese pfahlweise angeordnet. Ebenfalls üblich ist die Anordnung in Kreuzform oder in Schragen gelegt.
Als eingefasst wird auch ein Heroldsbild, beispielsweise der Balken, bezeichnet, wenn an seinen Rändern andersfarbige Streifen oder das sogenannte Laubwerk zur Zierde angebracht sind.
Andere Möglichkeiten der Wappenvereinigung sind Verschränkung, Einpfropfung oder Auflegung.